# Stankiewicz (Unternehmen)
Die Stankiewicz GmbH war ein deutscher Automobilzulieferer mit deutschlandweit 1250 und international 2000 Mitarbeitern. Im Juni 2009 übernahm die International Automotive Components Group (IAC) das insolvente Unternehmen Stankiewicz weitgehend und gliederte die Aktivitäten ein.

## Geschichte
Das Unternehmen wurde 1945 in Celle gegründet. Vom britischen Besatzungskommandanten der Stadt Celle erhielt der Chemiker Dr. Alois Stankiewicz am 31. Mai 1945 die schriftliche Erlaubnis zur Errichtung einer chemischen Fabrik mit dem Ziel der Herstellung von Desinfektionsmitteln. Der Produktionsbetrieb der Firma Schallschluck begann am 6. Juli 1945 mit einer Belegschaft von zehn Mitarbeitern. Zuerst wurde mit der Fertigung von Handwaschpasten begonnen.
Stankiewicz war eine Tochtergesellschaft der Phoenix AG und wurde 2004 gemeinsam mit ihr von der Continental AG übernommen. 2006 verkaufte die Continental AG das Unternehmen an einen niederländischen Finanzinvestor. Im Jahr 2008 geriet das Unternehmen in Schwierigkeiten durch die weltweite Automobil-Absatzkrise und stellte einen Insolvenzantrag. Im Juni 2009 wurde Stankiewicz ohne die Aktivitäten in Frankreich und USA von der IAC übernommen.

## Produktpalette
Zur Produktpalette im Automobilbereich zählten Motorhaubenabsorber, Radhausschalen, Türdämpfungsbelag/Türisolation, Kofferraumdämpfungsfolie, Hutablagenisolation, Bodenverkleidung/Bodendämpfung, Stirnwandabsorber/Stirnwandisolation, Motorkapsel/Motorkapselabsorber und Dachdämpfungsfolie.
Für den allgemeinen Bereich technischer Anwender wurden Dämpfungs- und Dämmungs-, insbesondere Schalldämmungslösungen angeboten.

## Standorte
Deutsche Niederlassungen waren Adelheidsdorf (Sitz) bei Celle/Niedersachsen, Harburg in Hamburg, Straubing, Bayern, und Friedrichroda bei Eisenach/Thüringen.
Europaweit war Stankiewicz vertreten in Zákupy bei Liberec/Tschechien, Grobbendonk bei Antwerpen/Belgien, Sauzet bei Montélimar/Frankreich und Poznań, Polen.
Der Standort in den USA war Spartanburg, South Carolina; Kooperationspartner gab es in Brasilien und Japan.

## Kennzahlen
Der Umsatz belief sich 2005 auf 270 Millionen Euro.